# Mistrzostwa Polski w rugby league
Mistrzostwa Polski w rugby league (MPRL)– rozgrywki ligowe rugby trzynastoosobowego, mające na celu wyłonienie najlepszej męskiej drużyny w Polsce.

## Sezony

### 2017
Pierwsze rozgrywki miały miejsce w 2017 roku. Formuła mistrzostw zakładała cztery turnieje w rundzie zasadniczej i wielki finał, w którym zmierzyły się dwie drużyny z największą zdobyczą punktową we wcześniejszych turniejach. Do walki o tytuł przystąpiły cztery drużyny: Sparta Brzeziny, Sroki Łódź, Wataha Piotrków Trybunalski i Wild Bears Tomaszów Mazowiecki. W finale spotkały się łódzkie Sroki i Wataha Piotrków Trybunalski, a pierwszym w historii mistrzem Polski w rugby league została drużyna Srok Łódź.

### 2020
II Mistrzostwa Polski Rugby League odbyły się w dniach 25.07.-10.10. 2020. Udział wzięły drużyny Srok Łódź, Trytona Warszawa i Watahy Piotrków Trybunalski. Mistrzem Polski został Tryton Warszawa.

#### Mecze fazy eliminacji:
25.07. 2020 Skierniewice: Tryton Warszawa v Sroki Łódź 70:38
08.08. 2020 Moszczenica: Sroki Łódź v Wataha Piotrków Trybunalski 48:38
22.08. 2020 Łódź: Wataha Piotrków Trybunalski v Tryton Warszawa 32:40

#### Mecz finałowy[7]:
10.10. 2020 Bełchatów: Sroki Łódź v Tryton Warszawa 18:20

### 2022
III Mistrzostwa Polski Rugby League. Udział wzięły drużyny Srok Łódź, Husarii Kalisz i Trytona Warszawa. Mistrzem zostały Sroki Łódź, zdobywając pierwszy w historii wielokrotny tytuł Mistrza Polski Rugby League.

#### Mecze eliminacyjne:
III Runda (Góra Kalwaria)

##### Mecz finałowy:
18.09. 2022. Kalisz: Husaria Kalisz v Sroki Łódź 22:50

### 2023[9]
IV Mistrzostwa Polski Rugby League odbyły się w dniach 15.07-19.08 2023 roku. 3 mistrzostwo zdobyte przez Sroki Łódź, pierwsza, historyczna obrona tytułu mistrzowskiego. W rozgrywkach brały udział drużyny: Sroki Łódź, Tryton Warszawa/Wildcats Góra Kalwaria, Husaria Kalisz/Południe, AZS AWF Warszawa.

#### Mecze fazy eliminacji:

##### I Runda
15.07.2023 Góra Kalwaria: Tryton Warszawa & Góra Kalwaria Wildcats v Sroki Łódź 36:54
22.07.2023 Warszawa: AZS AWF Warszawa v Południe/Husaria Kalisz 28:38

##### II Runda
29.07.2023 Łódź: Sroki Łódź v AZS AWF Warszawa 20:30
05.08.2023 Częstochowa: Południe/Husaria Kalisz v Tryton Warszawa & Wildcats Góra Kalwaria 38:20

##### III Runda
12.08.2023 Warszawa: AZS AWF Warszawa v Tryton Warszawa & Wildcats Góra Kalwaria 34:44
19.08.2023 Kalisz: Husaria Kalisz/Południe v Sroki Łódź 0:86

##### Tabela
| Miejsce | Drużyna                                | Punkty | Bilans małych punktów |
| ------- | -------------------------------------- | ------ | --------------------- |
| 1       | Sroki Łódź                             | 4      | +90                   |
| 2       | Husaria Kalisz/Południe                | 4      | -58                   |
| 3       | AZS AWF Warszawa                       | 2      | -10                   |
| 4       | Tryton Warszawa/Wildcats Góra Kalwaria | 2      | -22                   |

#### Finał
26.08.2023 Szczerców: Sroki Łódź v Husaria Kalisz/Południe 30:24

### 2024
V Mistrzostwa Polski Rugby League odbyły się w dniach 29.06.-25.08 2024 roku. Mistrzostwo zdobyte przez Wildcats Góra Kalwaria, zwycięzcą fazy zasadniczej zostały Sroki Łódź. W rozgrywkach brały udział drużyny: Sroki Łódź, Wildcats Góra Kalwaria, Barbarians (Husaria Kalisz, Skierniewice Razorbacks i inni niezrzeszeni oraz wypozyczeni)

#### Mecze fazy eliminacji:

##### I Runda
29.06. Góra Kalwaria: Wildcats Góra Kalwaria v Sroki Łódź 42:42
14.07. Miedniewice: Barbarians v Wildcats Góra Kalwaria 10:62 

##### II Runda
21.07. Łódź: Walkower Sroki Łódź 50:0 Barbarians (zamiast meczu rozegrano serię 3 meczów testowych w mieszanych składach)
04.08. Łódź: Sroki Łódź v Wildcats Góra Kalwaria 62:6

##### III Runda
10.08. Góra Kalwaria: Wildcats Góra Kalwaria v Barbarians 36:30 
17.08. Miedniewice: Barbarians v Sroki Łódź 10:52 

##### Tabela
| Miejsce | Drużyna                | Wygrane | Remisy | Przegrane | Punkty | Bilans małych punktów |
| ------- | ---------------------- | ------- | ------ | --------- | ------ | --------------------- |
| 1       | Sroki Łódź             | 3       | 1      | 0         | 7      | +150                  |
| 2       | Wildcats Góra Kalwaria | 2       | 1      | 1         | 5      | 0                     |
| 3       | Barbarians             | 0       | 0      | 4         | 0      | -150                  |

#### Finał
25.08. Dziecinów: Sroki Łódź v Wildcats Góra Kalwaria 12:32